# Починок Юлія Мирославівна
Починок Юлія Мирославівна (нар. 27 червня 1990, м. Тернопіль, Україна) — українська перекладачка, журналістка, літературознавець, літературний критик. Кандидат філологічних наук (доктор філософії; 2015). Член Національної спілки журналістів України (2013) та Наукового товариства імені Шевченка (2013). Викладач кафедри педагогіки вищої школи та суспільних дисциплін (2017—2023) та помічник проректора з наукової роботи (2017—2018) Тернопільського національного медичного університету імені І. Я. Горбачевського.

## Життєпис
Закінчила із золотою медаллю Тернопільську спеціалізовану школу з поглибленим вивченням іноземних мов № 7 (2007).
Навчалася у школі молодого журналіста при газеті «Вільне життя» та в Малій академії наук України в секціях літературної творчості та літературознавства (2006—2007).
Закінчила з відзнакою філологічний факультет Тернопільського національного педагогічного університету імені Володимира Гнатюка (бакалавр за спеціальністю «Українська мова та література. Англійська мова», 2011). Паралельно одержувала кваліфікацію журналіста на заочному відділенні Львівського національного університету імені Івана Франка.
2011—2012 — закінчила з відзнакою магістратуру філологічного факультету (спеціальність «Літературна творчість») ЛНУ ім. І. Франка.
У 2013 році закінчила з відзнакою магістратуру факультету журналістики (спеціальність «Міжнародна журналістика») ЛНУ ім. І. Франка.
2012—2015 — аспірантка кафедри теорії літератури та порівняльного літературознавства ЛНУ ім. І. Франка.
2014—2015 — науковий дослідник кафедри антропології літератури та досліджень культури Яґеллонського університету (Краків, Польща).

## Літературна та журналістська діяльності
Друкувалася в періодичних та Інтернет-виданнях: «Вільне життя» (Тернопіль), «Пізнайко» (Київ), «Місто» (Тернопіль), «Тернопільський оглядач» (Тернопіль), «Погляд» (Тернопіль), «Літературна Україна» (Київ), «Українська літературна газета» (Київ), «ЛітАкцент» (Київ), «Буквоїд» (Київ), «Київська Русь» (Київ), «Поетичні майстерні» (Київ), «Артвертеп» (Дніпропетровськ), «Золота Пектораль» (Чортків), «Формарт» (Львів), «Коло» (Львів), ВВС Україна (Київ), «ШО» (Київ), «Слово і час» (Київ), «Qli.ru» (Москва, Росія), «Fragile» (Краків, Польща), «MOCAK Forum» (Краків, Польща), «The Baltic University Programme. Newsletter» (Уппсала, Швеція) та інших; у альманасі «Ірпінські світанки» (Біла Церква) та збірнику української поезії «Вілаг почуттів» (Ужгород).
Модератор численних літературних акцій, була членом оргкомітету щорічної книжкової ярмарки «Словія» у Чорткові Тернопільської області за сприяння редколегії журналу «Золота Пектораль».
Учасниця:
- Всеукраїнської наради молодих літераторів (Київ-Ірпінь, 2010);
- Всеукраїнського фестивалю Контекст-2: школа літературної критики та книжкової журналістики в межах 20 Форуму видавців у Львові за сприяння фонду Ріната Ахметова (Львів, 2013);
- першого міжнародного Медіасимпозіуму «„Transmedia“: transformation, transition, transgression за сприяння Danida Program» (Школа журналістики і медіакомунікацій УКУ; Львів, 2014);
- проєкту для молодих науковців «Awangarda środkowej i wschodniej Europy: innowacja czy naśladownictwo?», який реалізовано на відділі Полоністики Яґеллонського університету (Краків, Польща, 2014—2015);
- 12-ї щорічної дипломатичної зустрічі світових лідерів Ялтинської Європейської Стратегії YES (Київ, 2015).

## Громадська діяльність

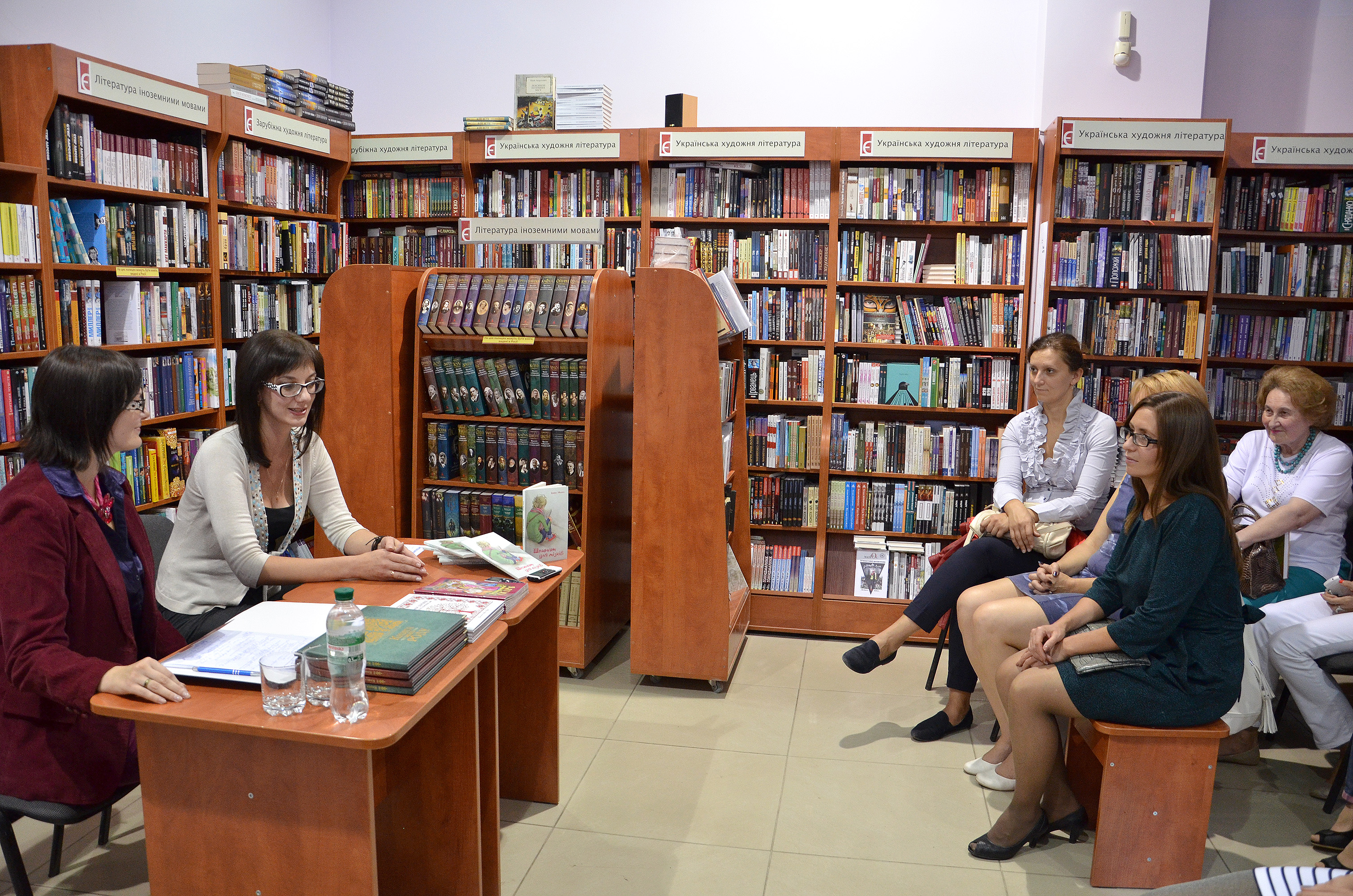
Юлія Починок модерує презентацію книжки Ірини Мацко «Шпинат для мізків» у «Книгарні „Є“» в Тернополі (17.09.2015)

З 2002 року член Клубу Дружної Нестримної Компанії Дитячого ігрового журналу «Пізнайко».
2005—2007 — голова комісії з питань навчання міського учнівського парламенту при управлінні освіти і науки Тернопільської міської ради.
Від 2006 — член літературного об'єднання при Тернопільській обласній організації Національної спілки письменників України, від 2007 — член літературної студії «87» Юрка Завадського.
У 2010—2012 — співорганізатор виставок ГО «Форум видавців» та Міжнародного літературного фестивалю у рамках Львівського Форуму видавців. У 2012 — секретар-референт ГО «Форум видавців».
У 2012 — викладач української мови як іноземної в межах літньої школи «Української мови та культури» Українського католицького університету (Львів). Від 2012 — учасниця Всеукраїнських наукових форумів за сприяння Фонду Віктора Пінчука.
У 2014 — помічник при організації Міжнародного літературного фестивалю Conrad Festival (Краків, Польща).
У 2015 — експерт Міжнародного літературного конкурсу «Коронація слова» у номінації «Романи» (Київ); асистент Фундації Краків — місто літератури ЮНЕСКО (Польща, 2015); асистент Фундації ArtForum (Краків).
У 2020 — експерт Українського культуного фонду (Київ).
З 2020 року — член ГО «Інститут дослідження національної спадщини».
З 2021 року — президент ГО «International Publishers Company TatGroup».

## Коло наукових зацікавлень
Теорія літератури. Актуальна література. Літературна критика. Постмодернізм і авангардизм. Поезографія. Публіцистика. Експериментальна поезія. Сучасне мистецтво. Перформанс. Культура нових медій. Культура експерименту. Експерименталізм. Експериментальна психологія. Народна медицина. Арт-терапія, поетична терапія, музикотерапія, рухова терапія (dance therapy).
Кваліфікаційна робота на ступінь бакалавра журналістики — «Нова журналістика в українському медіадискурсі» (Львів, 2012).
Кваліфікаційна робота на ступінь магістра філології, літератора, викладача української мови та літератури — «Поезографія в контексті літератури постмодернізму (на прикладі творчості Юрія Завадського)» (Львів, 2012).
Кваліфікаційна робота на ступінь магістра журналістики — «Літературні тенденції в українській та польській журналістиці кінця 90-х років XX — початку XXI століття» (Львів, 2013).
Кваліфікаційна робота на ступінь кандидата філологічних наук — «Українська експериментальна поезія кінця XX — початку XXI століття: текст, контекст, інтертекст» (Львів, 2015).

## Доробок
- Починок Юлія. Українська експериментальна поезія кінця ХХ — початку ХХІ століття: текст, контекст, інтертекст. — Монографія / Ю. Починок. — Тернопіль: Навчальна книга — Богдан, 2015. — 216 с.
- Починок Юлія. Методика викладання української літератури у світовому контексті (методичні рекомендації для успішного вчителя-словесника 5-11 класи) / Упорядкув. та заг. ред. Ю. М. Починок. — Тернопіль: Навчальна книга — Богдан, 2019. — 104 с.
- Починок Юлія. Українська література у світовому контексті (книга для учнів: як зробити уроки літератури незабутніми? + успішно підготуватися до ЗНО 5-11 класи) / Упорядкув. та заг. ред. Ю. М. Починок. — Тернопіль: Навчальна книга — Богдан, 2019. — 288 с.
- Починок Юлія. Міждисциплінарний тезаурус літературознавчих термінів і понять (енциклопедичний словник для учнів, вчителів, студентів та викладачів) / Упорядкування та загальна редакція Юлії Починок. — Тернопіль: Навчальна книга — Богдан, 2019. — 464 с.
- Починок Юлія. Нові імена у шкільній програмі з української літератури. Хрестоматія (антологічна пропозиція XXI століття) 10–11 класи / Упорядкув. та заг. ред. Юлії Починок. — Тернопіль: Навчальна книга — Богдан, 2019. — 292 с.

### Літературні публікації
- «Назустріч сонцю» (збірка поезій, 2006),
- «Яким буде завтра?» (не розтиражована збірка рецензій, 2013),
- «Стежками Тернопілля. Матеріали фольклорної практики» (збірник, 2009, у співавторстві),
- «Обпалені війною. Афганістан (1979—1989)» (книга споминів, 2009, у співавторстві),
- передмова до збірки поезій Юрка Садловського «Вірші 1996—2014 (вибрані)» (2014),
- післямова до книги травелогів Надії Сеньовської «Оптимістичні подорожі довоєнною Україною» (2016),
- «Крила життя»: поезії (Тетяна Гладиш, Надія Гаврилюк, Юлія Ткачова) / Передмова, післямова і переклад Юлії Починок; ілюстрації та вишивані картини Тетяни Гладиш. Упорядкування та загальна редакція Юлії Починок. Фото — Тетяни Гладиш. — Тернопіль: «Крок» — 2018. — 104 с.

### Основні наукові публікації
- Починок Ю. М. Українська експериментальна поезія кінця XX — початку XXI століття: текст, контекст, інтертекст [Текст]: автореферат дис. … канд. філол. наук: спец. 10.01.06 — теорія літератури / Юлія Мирославівна Починок / Львів: Львівський національний університет імені Івана Франка, 2015. — 20 с.
- Починок Ю. Поетична манера тернопільського поета Юрія Завадського в контексті українського літературного постмодерну / Ю. Починок // Актуальні проблеми слов'янської філології. Серія: Лінгвістика і літературознавство: міжвуз. зб. наук. ст. / відп. ред. В. А. Зарва. — Бердянськ: БДПУ, 2010. — Вип. XXIII. — Ч. І. — С. 364-372.
- Починок Ю. М. Світоглядна публіцистика як засіб протидії масовій культурі / Ю. М. Починок // Науковий вісник Волинського національного університету ім. Лесі Українки. Філологічні науки. Журналістика. — Випуск № 21. — 2010. — С. 158-163.
- Починок Ю. Література і масова культура: карнавальний етюд Володимира Орлова / Ю. Починок // Міжнародные навуковые чытання «Рэгіянальнае, нацыянальнае і агульначалавечае у славянскіх літаратурах», 7-8 кастрычніка 2010 г.: [да 85-годдзя з дня нараждэння І. Навуменкі: матэрыялы] / рэдкал.: І. Ф. Штэйнер. — Гомель: ГДУ імя Ф. Скарыны, 2010. — С. 330-333.
- Починок Ю. М. Тадеуш Ружевич та Юрій Завадський: аспект наслідування і «перечитування» в контексті соціологічної проблематики / Ю. Починок // Літературознавчі студії. — Київ: Київський національний університет імені Тараса Шевченка, Інститут філології. Видавничий дім Дмитра Бураго, 2012. — Випуск 35. — С. 507–511.
- Pochynok Yuliya. Concrete Poetry: Poetry of Fact as a Connection Between Letters and Thing / Yuliya Pochynok // Spheres of Culture. — Volume I. — Maria Curie-Sklodovska University in Lublin. — Faculty of Humanities. — Branch of Ukrainian Studies. — Lublin, 2012. — P. 82-89.
- Починок Ю. М. Письмо як особлива знакова реальність за концепцією Жака Дериди / Ю. Починок // Наукові записки. Серія «Філологічна». — Острог: Видавництво НаУ «Острозька академія». — Вип. 36. — 2013. — С. 211–213.
- Починок Ю. Специфіка мережевої поезії Ю. Завадського / Ю. Починок // Сучасні літературознавчі студії. Постгуманізм та віртуальність: літературні виміри. Збірник наукових праць. Вип. 10. Гол. ред. Н. О. Висоцька. — К.: Вид. центр КНЛУ, 2013. — С. 321–332.
- Починок Ю. Мовно-семантичні експерименти Юрія Тарнавського (Нью-Йоркська група) та Василя Махна («Західний вітер» (Тернопіль / Нью-Йорк) / Українське літературознавство. — Львів: Львівський національний університет імені Івана Франка, 2013. — Випуск 77. — С. 110–124.
- Починок Ю. Перформанс як медіа-текст / Ю. Починок // Іноземна філологія. Український науковий збірник. — Львів: Львівський національний університет імені Івана Франка, 2014. — Випуск 126. — Частина 2. — С. 63-71.
- Починок Ю. Зорова поезія: від писанкарства до супрематизму / Ю. Починок // Вісник Львівського університету. — Серія філологічна. — Львів: Львівський національний університет імені Івана Франка, 2014. — Вип. 60. — Ч. 1. — С. 225–231.
- Починок Ю. Експериментальна поезія в трансформаціях візуальності: ЛУГОСАД та інші / Ю. Починок // Studia Methodologica. — No 37. — Тернопіль: Тернопільський національний педагогічний університет імені Володимира Гнатюка, 2014. — С. 153–161.
- Починок Ю. «Камо грядеши?»: декілька слів про українську експериментальну поезію / Юлія Починок // Слово і Час. — 2015. — № 5. — С. 28–36.
- Poczynok J. Performatywność jako główna cecha eksperymentalizmu / Julia Poczynok // The Peculiarity of Man, 2015. — N 21. — S. 143-155.
- Починок Ю. М. Формування професійної компетентності майбутніх лікарів на засадах міждициплінарної інтеграції у гуманітарній підготовці. Гуманітарний вісник ДВНЗ «Переяслав-Хмельницький державний педагогічний університет імені Григорія Сковороди» — Тематичний випуск «Міжнародні Челпанівські психолого-педагогічні читання». Київ, 2018. Вип. 37(4). Т. І (23). С. 357—365.
- Pochynok Yuliia Psychology & Democracy through Art and Journalism: Experimental Directions. European Humanities Studies: State and Society. 2018. № 4 (II). P. 173—194.
- Poczynok Julia Elementy wizualne w kulturze eksperymentu w ujęciu psychologicznym. Kultury Wschodniosłowiańskie. Oblicza i Dialog, 2019. Т. IX. Р. 97-112.
- Починок Ю. М. О перспективе преподавания курса «Экспериментальная психология» в медицинских университетах. Психология и соционика межличностных отношений. 2019. № 7-8. С. 53–56.
- Pochynok Yuliia PSYCHOLOGY OF CREATIVITY: THE SOCIONICAL CONCEPT OF MEDIA-TEXT AS A NEW TREND (DONE ON THE PROJECT MATERIAL MEDIALAB TERNOPIL). Visnyk of the Lviv University. Series Journalism. 2019. Issue 46. P. 209—214.
- Починок Ю. Нетрадиційна медицина як новий напрям експериментальної психології (теоретична частина прикладної психології в практиці нетрадиційної медицини). Fundamental and applied researches in practice of leading scientific schools. 2020. N. 5. Vol. 41. С. 58-62.
- Pochynok, Y. Psychological Philosophy Through Religion Concept. Experimental Psychology & Human Sciences. 2020. № 1 (1). P.3-23.
- Pochynok Yuliia Experimental Psychology as a New Course in Medical Universities: Innovation for the Sustainable Baltic Sea Region. Cronicon. 2020. Vol. 9. Issue 11.
- Починок Ю. М. Синестезія в контексті психології та мистецтва: компаративний розріз (на викладацькому матеріалі). American Journal of Fundamental, Applied & Experimental Research. 2020. № 5 (16). С. 18-24.

Додаткові наукові публікації:
- Починок Ю. Інноваційні методи навчання як основа творчої діяльності майбутнього вчителя / Ю. Починок // Студентський науковий вісник Тернопільського національного педагогічного університету ім. В. Гнатюка. — Випуск № 18. — 2009. — С. 46-49.
- Починок Ю. Поетична картина світу збірки Ліни Костенко «Неповторність» / Ю. Починок // Студентський науковий вісник Тернопільського національного педагогічного університету ім. В. Гнатюка. — Випуск № 22. — 2010. — С. 58-61.
- Починок Ю. Лексико-мелодійні барви як явище текстуального коду в архітектоніці віршів Ю. Завадського / Ю. Починок // Сучасні проблеми епітетології: збірник наукових праць. — Кам'янець-Подільський: Кам'янець-Подільський національний університет імені Івана Огієнка, 2011. — Вип. 1. — С. 44-49.
- Починок Ю. Алегорія Яна Амоса Коменського «Лабіринт світу та рай серця»: педагогічна площина / Ю. Починок // Студентський науковий вісник Тернопільського національного педагогічного університету ім. В. Гнатюка. — Випуск № 26. — 2011. — С. 75-77.
- Починок Ю. М. Особливості експериментальної поезії: теорія, ґенеза, типологія / Ю. М. Починок // Літературний процес: територія Гутенберга чи віртуальна реальність?: матер. Всеукр. наукової конф., 5-6 квіт. 2013, м. Київ / МОН України, Київ. ун-т ім. Б. Грінченка: за заг. ред. О. Є. Бондаревої. — К.: Київ. ун-т ім. Б. Грінченка, 2013. — С. 194-202.
- Починок Ю. Назар Гончар та Крістан Льойдль: гра контекстів / Юлія Починок // Парадигма: збірник наукових праць. — Львів: Інститут українознавства ім. І. Крип'якевича НАН України, 2014. — Вип. 8. — С. 285-296.
- Починок Ю. Після цензури: американська «нова журналістика» / Юлія Починок // Коло. — 2014. — № 7. — С. 34–40.

Наукові публікації у співавторстві:
- Починок Ю. М. Журналістика і літературний постмодернізм: від аналізу до «нових обсервацій» / Ю. М. Починок, Є. М. Баран // Наука и общество: проблемы современных исследований: сб. науч. статей: в 3 ч. — Ч. 3. Проблемы современных исследований в гуманитарных науках / под ред. А. Э. Еремеева. — Омск: Изд-во НОУ ВПО «ОмГА», 2010. — С. 20-30.
- Лучук Т., Починок Ю. «[Referat o nowoodkrytem dziele Arystotelesa]», або додаток до «Додаткових томів до зібрання творів у п'ятдесяти томах» Івана Франка / Т. Лучук, Ю. Починок // Вісник львівського університету. — Львів: Львівський національний університет імені Івана Франка, 2011. — Випуск 55. — С. 264-271.
- Pochynok Y., Rashkevych M. Strategicity of psychotype as an information and communication technology: image and reputation, strategic marketing, branding/ Yuliia Pochynok, Mykola Rashkevych. American Journal of Fundamental, Applied & Experimental Research. 2019. № 1 (12). P. 50-54.

### Рецензії
- Починок Ю. «38 віршів про Нью-Йорк і дещо інше» Василя Махна (рецензія на книгу В.Махна «38 віршів про Нью-Йорк і дещо інше»).
- Починок Ю. Постмодерний «карнавал» + традиція = Григорій Семенчук (рецензія на творчий доробок Г. Семенчука).
- Починок Ю. Дорогою життя Ярослава Павуляка (рецензія на книгу Я. Павуляка «Дороги додому»).
- Починок Ю. Поезія житиме (рецензія на збірку Ю. Матевощука «Alive»).
- Починок Ю. Кордони душі (рецензія на збірку Д. Христова «Крізь кордони»).
- Починок Ю. Хто пасе бджіл? (рецензія на збірку Н. Пасічник «Пастух бджіл»).
- Починок Ю. Інтерв'ю з Європою Станіслава Бондаренка (рецензія на книгу С. Бондаренко «Нічна розмова з Європою»).
- Починок Ю. Поезія не зникне в провінції (рецензія на книгу В. Махна «Я хочу бути джазом і рок-н-ролом»).
- Починок Ю. Портрет «автопортретів» (рецензія на збірку Назара Гончара «Автопортрети»).
- Починок Ю. «„Понтиїзм“ у художній парадигмі „гри“ та „реальності“» (рецензія на книгу Олександра Михеда «Понтиїзм»).
- Julia Poczynok. O «Zegarze Światowym» Nicka Montforta (korporacja Ha!art).

## Відзнаки
- Дипломантка (ІІ місце) Всеукраїнського конкурсу студентських наукових робіт із української мови та літератури (тема роботи: «Поезографія в контексті літератури постмодернізму»), нагороджена премією від Івана Вакарчука (2012);
- іменна стипендія Володимира Гнатюка «за визначні досягнення в галузі літературознавства» (2010);
- стипендія Президента України за І місце на загальнонаціональному етапі XI Міжнародного конкурсу знавців української мови імені Петра Яцика (2011);
- стипендія видавництва «Смолоскип» «за вагомий внесок у розвиток сучасного українського літературного процесу» (2009, 2010, 2011, 2012, 2013);
- стипендія Фонду Віктора Пінчука «Завтра.UA» (тема роботи: «Сучасна поезія для слуху і зору», 2012);
- стипендіатка проєкту Європейської комісії та Польського форуму європейської освіти (Youthpass for Training and Networking Projects) funded by the EU «Youth in Action» Programme: «Development of Social Enterprises as a tool for employment of young people» (Руставі-Тбілісі, Грузія; 2013);
- стипендіатка 23-го щорічного літнього інституту «Democracy & Diversity» Міжнародного інституту культури та освіти університету Нижньої Силезії та Трансрегіонального центру демократичних досліджень Нью-Йоркського університету «The New School» (Вроцлав, Польща; 2014);
- стипендіатка 2-го тренінгу для аспірантів від Baltic University Programme шведського і польського університетів (Рогов, Польща; 2014);
- лауреат стипендії для молодих науковців (Яґеллонський та Варшавський університети) від Уряду Республіки Польща. Тема дослідження: «Експерименталізм як культурно-мистецький напрям кінця XX — початку XXI століття» (Варшава-Краків, Польща; 2014—2015);
- лауреат конкурсу для молодих перекладачів «Odnalezione w tłumaczeniu» (Ґданськ, Польща, 2015);
- резидентка VentspilsHouse для письменників та перекладачів (Вентспілс, Латвія, 2018);
- нагороджена грамотою Тернопільської обласної державної адміністрації за сумлінну працю, високий професіоналізм, вагомий особистий внесок в організацію та успішне проведення Міжнародного інвестиційного форуму «Тернопільщина Invest — 2018» (червень 2018).